# Johann Oppolzer

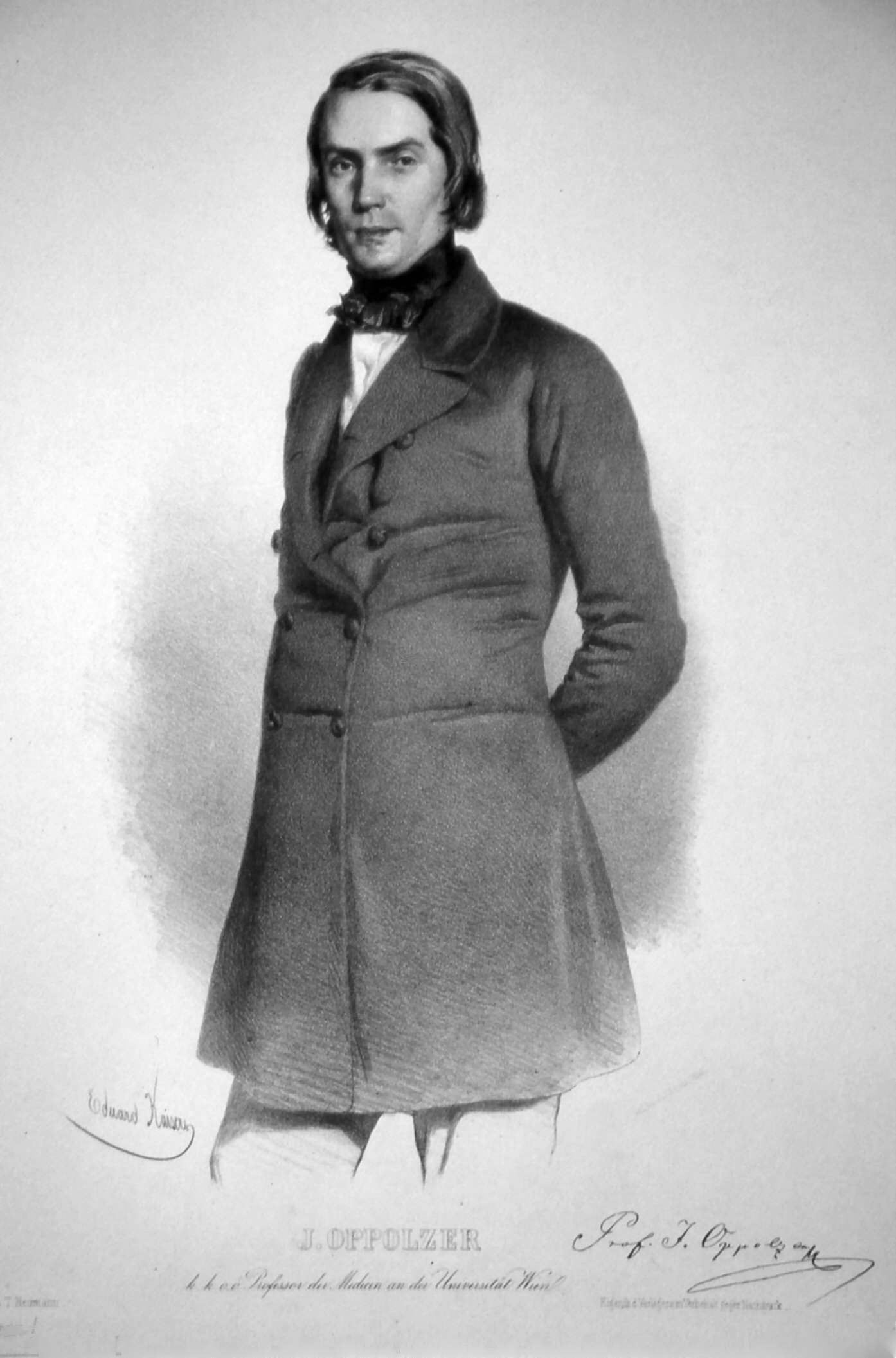
Johann Oppolzer, Lithographie von Eduard Kaiser, 1850

Johann Oppolzer, ab 1869 Johann (Ritter) von Oppolzer (* 4. August 1808 in Gratzen, Böhmen; † 16. April 1871 in Wien) war ein österreichischer Arzt und Internist sowie Hochschullehrer. Er gilt als Begründer einer ganzheitlichen Diagnose und Therapie in der Zweiten Wiener Medizinischen Schule. Er ist der Vater von Theodor von Oppolzer.

## Leben
Johann Oppolzer musste sich nach dem frühen Tod seiner Eltern den Lebensunterhalt für seine Schul- und Studienzeit in Prag als Privatlehrer verdienen, 1835 wurde er an der Karls-Universität Prag zum Dr. med. promoviert. Von 1834 bis 1839 arbeitete er als Assistenzarzt bei Julius Vincenz von Krombholz (1782–1843) an der Prager Klinik und eröffnete danach seine eigene Praxis als praktischer Arzt. Er zählte bald zu den besten Ärzten Prags und wurde nach dem Ausscheiden von Krombholz 1841 als Professor für Innere Medizin dessen Nachfolger an der Universität und Vorstand der Inneren Universitätsklinik.
Im Jahr 1848 folgte er einem Ruf an die Universität Leipzig und übernahm auch die Leitung des dortigen Jakobsspitals. Zu Ostern 1850 berief ihn Graf Leo von Thun-Hohenstein an die Universität Wien. Seine Kollegen Josef von Škoda und Carl von Rokitansky standen ihm anfänglich reserviert gegenüber, da sich Oppolzer als Vertreter der physiologischen Heilkunde gegen ihre Meinung als symptomatische Pathologen stellte. Er gehörte aber bald zu den beliebtesten Lehrern und war ein als Diagnostiker und Therapeut international anerkannter und gefragter Arzt. Aufgrund seiner häufig verordneten Badekuren wurde er zu einem Förderer der österreichischen Badekurorte. Daneben setzte sich Oppolzer auch für die Elektrotherapie ein und wurde damit zu einem wichtigen Vertreter der Zweiten Wiener Medizinischen Schule. Er wurde am 29. Dezember 1860 zum  Rektor der Universität Wien gewählt.
Zu seinen Schülern und Assistenten zählten u. a. Heinrich Bamberger (als Adlatus Oppolzers Assistenzarzt an der Inneren Klinik), Moriz Benedikt, Josef Breuer, Johann Schnitzler, Joseph Seegen (1822–1904) und Wilhelm Winternitz (1835–1917), der erste Inhaber der Lehrkanzel (Lehrstuhl) für Hydrotherapie im deutschsprachigen Raum.

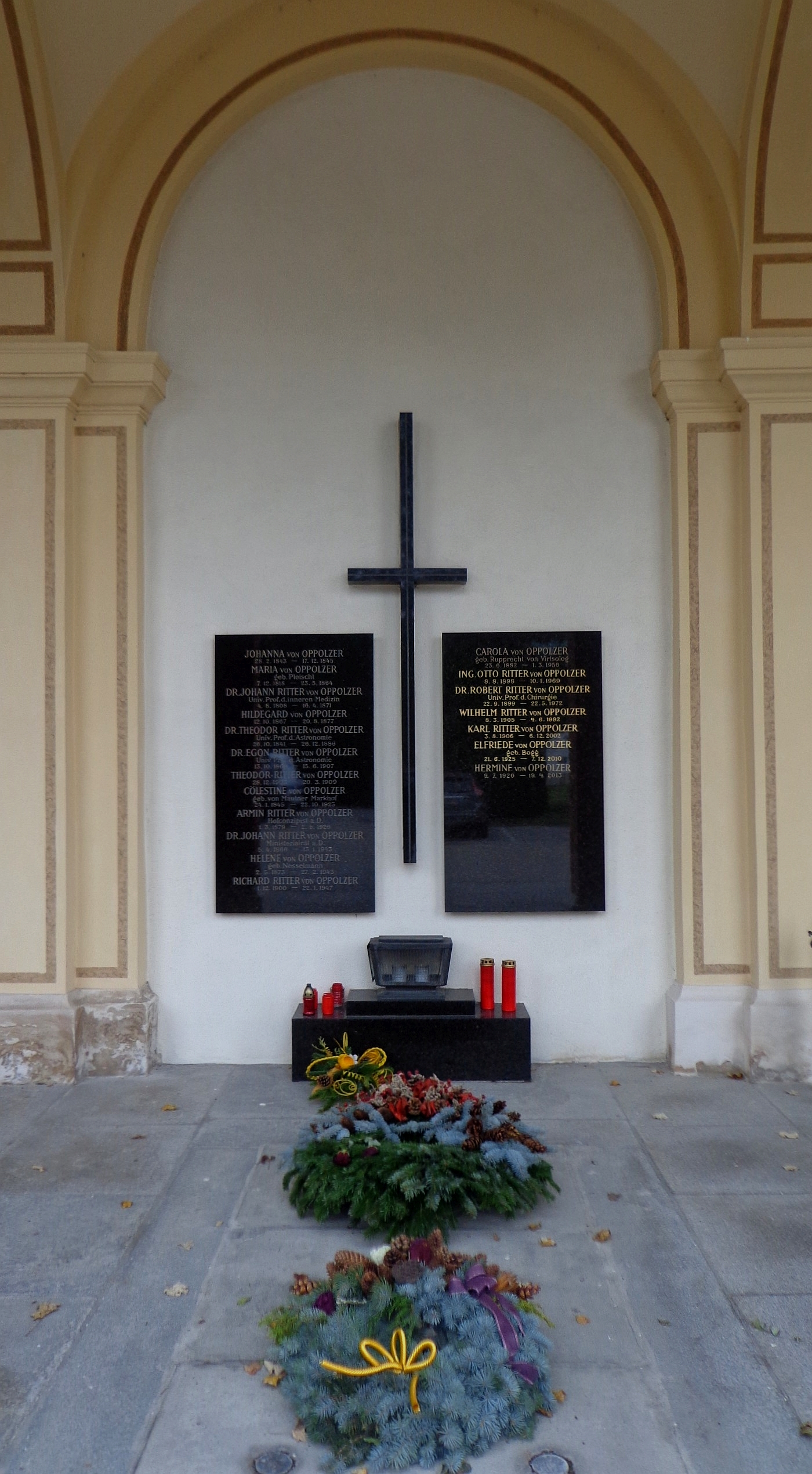
Wiener Zentralfriedhof, Alte Arkaden, Gruft Nr. 34: Grabstätte der Ritter von Oppolzer

1854 kaufte er das ehedem Caroline Pichler gehörende Haus in der Alser Straße 25 im 8. Wiener Gemeindebezirk Josefstadt. Im Jahr 1858 wurde er zum Mitglied der Leopoldina gewählt.
Er galt als liberaler Professor und war bei seinen Studenten äußerst beliebt. In Leipzig wurde er von seinen Studenten mit einem Fackelzug nach seiner Berufung an der Universität Wien 1850 feierlich verabschiedet. Seine Antrittsrede "Über Lern- und Lehrfreiheit" als Rektor der Universität Wien am 17. Jänner 1861 hielt er in der Aula der alten Universität, die nach der Niederschlagung der Revolution von 1848 bis dato geschlossen war. Auf seine Anregung hin wurde im November 1861 ein Studenten-Krankenverein nach dem Vorbild des schon existierenden Prager Studenten-Krankenvereins gegründet, der ein Vorläufer der Krankenversicherung war. Er war der erste Vorsitzende des Vereins und erklärte die medizinische Behandlung aller Vereinsmitglieder gratis zu übernehmen.
Johann von Oppolzer starb an einer Infektion, die er sich zur Zeit der Typhusepidemie in Wien geholt hatte. Am 19. April 1871 zunächst am Währinger Friedhof beigesetzt, wurden seine Gebeine nach Auflassung des Friedhofs in Währing in die neue Familiengruft in den „Alten Arkaden“ auf dem Wiener Zentralfriedhof (Gruppe AAL, Nr. 34) umgebettet.
Sein ehemaliger Schüler und Assistent Heinrich von Bamberger wurde im März 1872 sein im Dezember 1871 berufener Nachfolger als Professor der speziellen Pathologie und Therapie und Leiter der Medizinischen Klinik der Universität Wien.

## Auszeichnungen
- 16. April 1869: Verleihung des Ritterkreuzes des Leopold-Ordens[8]
- 1860: Verleihung des Ritterkreuzes des königlich schwedischen Nordstern-Ordens[9]
- 5. Oktober 1869: Erhebung in den Ritterstand[10]
- 1874: Benennung der Oppolzergasse in Wien 1, Innere Stadt, gemeinsam mit seinem Sohn Theodor von Oppolzer[11]
- 1890: Enthüllung des Oppolzer-Denkmals von Viktor Tilgner im Arkadenhof der Universität Wien mit zwei Portraitmedaillons für Johann und seinen Sohn Theodor von Oppolzer.

## Schriften (Auswahl)
- Über den gegenwärtigen Standpunkt der Pathologie und Therapie. In: Schmidt’s Jahrbücher der in- und ausländischen gesammten Medicin. Band 61, 1849, S. 103–105.
- Vorlesungen über spezielle Pathologie und Therapie (Oppolzer’s Klinische Vorlesungen über specielle Pathologie und Therapie). 2 Bände. Bearbeitet und herausgegeben von Emil Ritter von Stoffela. Enke, Erlangen 1866–1872.